# Vanessa Mai/Diskografie
Diese Diskografie ist eine Übersicht über die musikalischen Werke der deutschen Popschlager-Sängerin Vanessa Mai und ihren Veröffentlichungen als Teil der Band Wolkenfrei (Juli 2013 – April 2015). Den Schallplattenauszeichnungen zufolge hat sie bisher mehr als 810.000 Tonträger verkauft. Ihre erfolgreichste Veröffentlichung ist das dritte Studioalbum Für Dich mit über 300.000 verkauften Einheiten.

## Alben

### Studioalben
| Jahr | Titel Musiklabel              | Höchstplatzierung, Gesamtwochen, AuszeichnungChartplatzierungen (Jahr, Titel, Musiklabel, Platzierungen, Wochen, Auszeichnungen, Anmerkungen, Frontcover) | Höchstplatzierung, Gesamtwochen, AuszeichnungChartplatzierungen (Jahr, Titel, Musiklabel, Platzierungen, Wochen, Auszeichnungen, Anmerkungen, Frontcover) | Höchstplatzierung, Gesamtwochen, AuszeichnungChartplatzierungen (Jahr, Titel, Musiklabel, Platzierungen, Wochen, Auszeichnungen, Anmerkungen, Frontcover) | Anmerkungen                                               | Frontcover |
| Jahr | Titel Musiklabel              | DE | AT | CH | Anmerkungen                                               | Frontcover |
| ---- | ----------------------------- | --- | --- | --- | --------------------------------------------------------- | ---------- |
| 2014 | Endlos verliebt Ariola (Sony) | DE18 Gold · (3 Wo.)DE | AT32 (3 Wo.)AT | CH78 (1 Wo.)CH | Erstveröffentlichung: 7. Februar 2014 Verkäufe: + 100.000 |            |
| 2015 | Wachgeküsst Ariola (Sony)     | DE7 Gold · (33 Wo.)DE | AT6 Gold · (42 Wo.)AT | CH25 (12 Wo.)CH | Erstveröffentlichung: 10. Juli 2015 Verkäufe: + 107.500   |            |
| 2016 | Für Dich Ariola (Sony)        | DE4 ×3Dreifachgold · (55 Wo.)DE | AT4 Gold · (45 Wo.)AT | CH6 (26 Wo.)CH | Erstveröffentlichung: 15. April 2016 Verkäufe: + 307.500  |            |
| 2017 | Regenbogen Ariola (Sony)      | DE1 Gold · (38 Wo.)DE | AT2 (31 Wo.)AT | CH2 (15 Wo.)CH | Erstveröffentlichung: 11. August 2017 Verkäufe: + 100.000 |            |
| 2018 | Schlager Ariola (Sony)        | DE1 (9 Wo.)DE | AT3 (5 Wo.)AT | CH5 (5 Wo.)CH | Erstveröffentlichung: 3. August 2018                      |            |
| 2020 | Für immer Ariola (Sony)       | DE2 (8 Wo.)DE | AT5 (3 Wo.)AT | CH7 (4 Wo.)CH | Erstveröffentlichung: 24. Januar 2020                     |            |
| 2021 | Mai Tai Ariola (Sony)         | DE3 (5 Wo.)DE | AT4 (3 Wo.)AT | CH12 (2 Wo.)CH | Erstveröffentlichung: 26. März 2021                       |            |
| 2022 | Metamorphose Ariola (Sony)    | DE3 (4 Wo.)DE | AT9 (2 Wo.)AT | CH24 (1 Wo.)CH | Erstveröffentlichung: 12. August 2022                     |            |
| 2023 | Hotel Tropicana Ariola (Sony) | DE3 (5 Wo.)DE | AT10 (2 Wo.)AT | CH21 (1 Wo.)CH | Erstveröffentlichung: 31. März 2023                       |            |
| 2024 | Matrix Ariola (Sony)          | DE7 (1 Wo.)DE | AT22 (1 Wo.)AT | CH37 (1 Wo.)CH | Erstveröffentlichung: 3. Mai 2024                         |            |

### Livealben
| Jahr | Titel Musiklabel                                              | Anmerkungen                                                                                    | Frontcover |
| ---- | ------------------------------------------------------------- | ---------------------------------------------------------------------------------------------- | ---------- |
| 2015 | Wachgeküsst – Live aus dem Parktheater Augsburg Ariola (Sony) | Erstveröffentlichung: 9. Oktober 2015 Verkäufe werden dem Studio- bzw. Videoalbum hinzuaddiert |            |
| 2017 | Für Dich – Live aus Berlin Ariola (Sony)                      | Erstveröffentlichung: 6. Januar 2017 Verkäufe werden dem Studio- bzw. Videoalbum hinzuaddiert  |            |
| 2022 | Für immer Tour – Live 2022 Ariola (Sony)                      | Erstveröffentlichung: 16. Dezember 2022                                                        |            |

## Singles

### Als Leadmusikerin
| Jahr | Titel Album                                                                                        | Höchstplatzierung, Gesamtwochen, AuszeichnungChartplatzierungen (Jahr, Titel, Album, Platzierungen, Wochen, Auszeichnungen, Anmerkungen, Frontcover) | Höchstplatzierung, Gesamtwochen, AuszeichnungChartplatzierungen (Jahr, Titel, Album, Platzierungen, Wochen, Auszeichnungen, Anmerkungen, Frontcover) | Höchstplatzierung, Gesamtwochen, AuszeichnungChartplatzierungen (Jahr, Titel, Album, Platzierungen, Wochen, Auszeichnungen, Anmerkungen, Frontcover) | Anmerkungen                                                                                  | Frontcover |
| Jahr | Titel Album                                                                                        | DE | AT | CH | Anmerkungen                                                                                  | Frontcover |
| ---- | -------------------------------------------------------------------------------------------------- | --- | --- | --- | -------------------------------------------------------------------------------------------- | ---------- |
| 2013 | Jeans, T-Shirt und Freiheit Endlos verliebt                                                        | — | — | — | Erstveröffentlichung: 19. Juli 2013                                                          |            |
| 2014 | Du bist meine Insel Endlos verliebt                                                                | — | — | — | Erstveröffentlichung: 4. Januar 2014                                                         |            |
| 2014 | Ich versprech dir nichts und geb dir alles Endlos verliebt                                         | — | — | — | Erstveröffentlichung: 6. Juni 2014                                                           |            |
| 2014 | Champs-Élysées Endlos verliebt                                                                     | — | — | — | Erstveröffentlichung: 29. August 2014                                                        |            |
| 2015 | Der Zaubertrank ist leer Endlos verliebt                                                           | — | — | — | Erstveröffentlichung: 6. März 2015                                                           |            |
| 2015 | Wolke 7 Wachgeküsst                                                                                | DE54 (7 Wo.)DE | AT71 (1 Wo.)AT | — | Erstveröffentlichung: 22. Mai 2015                                                           |            |
| 2015 | Wachgeküsst                                                                                        | — | — | — | Erstveröffentlichung: 9. Oktober 2015                                                        |            |
| 2015 | In all deinen Farben Wachgeküsst                                                                   | — | — | — | Erstveröffentlichung: 10. Dezember 2015                                                      |            |
| 2015 | Ein Engel in der Weihnachtszeit –                                                                  | — | — | — | Erstveröffentlichung: 18. Dezember 2015                                                      |            |
| 2016 | Ich sterb für dich Für Dich                                                                        | DE35 Gold · (5 Wo.)DE | AT48 (4 Wo.)AT | CH67 (2 Wo.)CH | Erstveröffentlichung: 19. Februar 2016 Verkäufe: + 200.000 Original: Touché – And When I Die |            |
| 2016 | Meilenweit Für Dich                                                                                | — | — | — | Erstveröffentlichung: 15. Juli 2016                                                          |            |
| 2016 | Ohne dich Für Dich                                                                                 | — | — | — | Erstveröffentlichung: 8. Oktober 2016                                                        |            |
| 2016 | Stille Nacht, heilige Nacht –                                                                      | — | — | — | Erstveröffentlichung: 19. Dezember 2016                                                      |            |
| 2017 | Und wenn ich träum Regenbogen                                                                      | — | — | — | Erstveröffentlichung: 19. Mai 2017                                                           |            |
| 2017 | Nie wieder Regenbogen                                                                              | — | — | — | Erstveröffentlichung: 4. August 2017                                                         |            |
| 2017 | Regenbogen                                                                                         | — | — | — | Erstveröffentlichung: 1. Dezember 2017                                                       |            |
| 2017 | Letzte Weihnacht –                                                                                 | — | — | — | Erstveröffentlichung: 1. Dezember 2017 Original: Wham! – Last Christmas                      |            |
| 2018 | Wir 2 immer 1 Schlager                                                                             | DE33 (6 Wo.)DE | — | — | Erstveröffentlichung: 6. Juli 2018 feat. Olexesh                                             |            |
| 2018 | Niemals Schlager                                                                                   | — | — | — | Erstveröffentlichung: 23. November 2018                                                      |            |
| 2019 | Beste Version Für immer                                                                            | — | — | — | Erstveröffentlichung: 17. Mai 2019                                                           |            |
| 2019 | Venedig (Love Is in the Air) Für immer                                                             | — | — | — | Erstveröffentlichung: 18. Oktober 2019                                                       |            |
| 2019 | Hast du jemals Für immer                                                                           | — | — | — | Erstveröffentlichung: 29. November 2019 feat. Xavier Naidoo                                  |            |
| 2020 | Spiegel, Spiegel Für immer                                                                         | — | — | — | Erstveröffentlichung: 10. Januar 2020                                                        |            |
| 2020 | Highlight (Ti si moja snaga) Du bist mein Highlight (No puedo estar sin ti) (Neuauflage) Für immer | — | — | — | Erstveröffentlichung: 16. Mai 2020 (solo) Neuauflage: 12. Juni 2020 (mit Lérica)             |            |
| 2020 | Sommerwind Mai Tai                                                                                 | DE— aDE | — | — | Erstveröffentlichung: 11. September 2020                                                     |            |
| 2020 | Fort von hier Mai Tai                                                                              | — | — | — | Erstveröffentlichung: 25. September 2020 Original: Cathy Ang – Rocket to the Moon            |            |
| 2020 | Mitternacht Mai Tai                                                                                | — | — | — | Erstveröffentlichung: 23. Oktober 2020 feat. Fourty                                          |            |
| 2020 | Zuhause (Christmas Time) –                                                                         | — | — | — | Erstveröffentlichung: 12. November 2020                                                      |            |
| 2021 | Leichter Mai Tai                                                                                   | DE— bDE | — | — | Erstveröffentlichung: 8. Januar 2021                                                         |            |
| 2021 | Ruf nicht mehr an Mai Tai                                                                          | — | — | — | Erstveröffentlichung: 12. Februar 2021                                                       |            |
| 2021 | Happy End Metamorphose                                                                             | DE12 (6 Wo.)DE | AT24 (3 Wo.)AT | CH30 (2 Wo.)CH | Erstveröffentlichung: 15. Oktober 2021 feat. Sido                                            |            |
| 2021 | Als ob du mich liebst Metamorphose • Emotions                                                      | DE— dDE | — | — | Erstveröffentlichung: 26. November 2021 mit Mike Singer                                      |            |
| 2022 | Melatonin Metamorphose                                                                             | DE31 (2 Wo.)DE | — | — | Erstveröffentlichung: 18. Februar 2022 feat. ART                                             |            |
| 2022 | Schwarze Herzen Metamorphose                                                                       | DE— cDE | — | — | Erstveröffentlichung: 22. April 2022 feat. Civo                                              |            |
| 2022 | No Hard Feelings Metamorphose                                                                      | — | — | — | Erstveröffentlichung: 10. Juni 2022                                                          |            |
| 2022 | 747 Metamorphose                                                                                   | — | — | — | Erstveröffentlichung: 29. Juli 2022                                                          |            |
| 2023 | Uns gehört die Welt Hotel Tropicana                                                                | — | — | — | Erstveröffentlichung: 3. Februar 2023                                                        |            |
| 2023 | Selfie von heut Nacht Hotel Tropicana                                                              | — | — | — | Erstveröffentlichung: 21. April 2023                                                         |            |
| 2023 | Hotel Tropicana                                                                                    | — | — | — | Erstveröffentlichung: 7. Juli 2023                                                           |            |
| 2023 | Geiles Life –                                                                                      | — | — | — | Erstveröffentlichung: 20. Oktober 2023 Original: Coronas – The Rhythm of the Night           |            |
| 2023 | Oben Matrix                                                                                        | — | — | — | Erstveröffentlichung: 17. November 2023                                                      |            |
| 2024 | Nicht von dieser Erde Matrix                                                                       | — | — | — | Erstveröffentlichung: 12. Januar 2024                                                        |            |
| 2024 | Limited Edition Matrix                                                                             | — | — | — | Erstveröffentlichung: 9. Februar 2024                                                        |            |
| 2024 | Löwenherz Matrix                                                                                   | — | — | — | Erstveröffentlichung: 8. März 2024                                                           |            |
| 2024 | Leb den Tag zweimal Matrix                                                                         | — | — | — | Erstveröffentlichung: 22. März 2024                                                          |            |
| 2024 | Tragic (Never Let Go) Matrix                                                                       | — | — | — | Erstveröffentlichung: 12. April 2024 feat. Tribbs                                            |            |
| 2024 | Pink Matrix                                                                                        | — | — | — | Erstveröffentlichung: 2. Mai 2024 feat. HBz                                                  |            |
| 2024 | Himbeerrot (One Kiss) –                                                                            | — | — | — | Erstveröffentlichung: 6. September 2024                                                      |            |
| 2024 | Lobby –                                                                                            | — | — | — | Erstveröffentlichung: 1. November 2024                                                       |            |
| 2024 | Schneemann –                                                                                       | — | — | — | Erstveröffentlichung: 15. November 2024 Original: Sia – Snowman                              |            |
| 2025 | Von London nach New York –                                                                         | — | — | — | Erstveröffentlichung: 31. Januar 2025                                                        |            |
| 2025 | Sorry Sorry –                                                                                      | — | — | — | Erstveröffentlichung: 11. April 2025                                                         |            |
| 2025 | 100% verliebt –                                                                                    | — | — | — | Erstveröffentlichung: 27. Juni 2025                                                          |            |

### Als Gastmusikerin
| Jahr | Titel Album                                    | Höchstplatzierung, Gesamtwochen, AuszeichnungChartplatzierungen (Jahr, Titel, Album, Platzierungen, Wochen, Auszeichnungen, Anmerkungen, Frontcover) | Höchstplatzierung, Gesamtwochen, AuszeichnungChartplatzierungen (Jahr, Titel, Album, Platzierungen, Wochen, Auszeichnungen, Anmerkungen, Frontcover) | Höchstplatzierung, Gesamtwochen, AuszeichnungChartplatzierungen (Jahr, Titel, Album, Platzierungen, Wochen, Auszeichnungen, Anmerkungen, Frontcover) | Anmerkungen                                                                       | Frontcover |
| Jahr | Titel Album                                    | DE | AT | CH | Anmerkungen                                                                       | Frontcover |
| ---- | ---------------------------------------------- | --- | --- | --- | --------------------------------------------------------------------------------- | ---------- |
| 2019 | Ja Nein Vielleicht Für immer                   | — | — | — | Erstveröffentlichung: 25. Oktober 2019 Stereoact feat. Vanessa Mai                |            |
| 2020 | Der Himmel reißt auf Frei                      | DE89 (1 Wo.)DE | — | — | Erstveröffentlichung: 8. Mai 2020 Joel Brandenstein & Vanessa Mai                 |            |
| 2021 | Ram pam pam (Remix) –                          | — | — | — | Erstveröffentlichung: 7. September 2021 Natti Natasha feat. Becky G & Vanessa Mai |            |
| 2022 | Unendlich Ich würd’s wieder tun • Metamorphose | DE— eDE | — | — | Erstveröffentlichung: 8. Juli 2022 Andrea Berg feat. Vanessa Mai                  |            |
| 2023 | Igel Nummer eins                               | — | — | — | Erstveröffentlichung: 15. September 2023 Ikke Hüftgold feat. Vanessa Mai          |            |

## Videoalben und Musikvideos

### Videoalben
| Jahr | Titel Musiklabel                                              | Höchstplatzierung, Gesamtwochen, AuszeichnungChartplatzierungen (Jahr, Titel, Musiklabel, Platzierungen, Wochen, Auszeichnungen, Anmerkungen, Frontcover) | Höchstplatzierung, Gesamtwochen, AuszeichnungChartplatzierungen (Jahr, Titel, Musiklabel, Platzierungen, Wochen, Auszeichnungen, Anmerkungen, Frontcover) | Höchstplatzierung, Gesamtwochen, AuszeichnungChartplatzierungen (Jahr, Titel, Musiklabel, Platzierungen, Wochen, Auszeichnungen, Anmerkungen, Frontcover) | Anmerkungen                                                                                         | Frontcover |
| Jahr | Titel Musiklabel                                              | DE | AT | CH | Anmerkungen                                                                                         | Frontcover |
| ---- | ------------------------------------------------------------- | --- | --- | --- | --------------------------------------------------------------------------------------------------- | ---------- |
| 2015 | Wachgeküsst – Live aus dem Parktheater Augsburg Ariola (Sony) | DE*DE | AT7 (2 Wo.)AT | CH10 (1 Wo.)CH | Erstveröffentlichung: 9. Oktober 2015 * siehe Wachgeküsst                                           |            |
| 2017 | Für Dich – Live aus Berlin Ariola (Sony)                      | DE*DE | AT4 (4 Wo.)AT | CH4 (1 Wo.)CH | Erstveröffentlichung: 6. Januar 2017 * siehe Für Dich                                               |            |
| 2017 | Regenbogen Karaoke Party Ariola (Sony)                        | DE*DE | AT10 (1 Wo.)AT | CH9 (1 Wo.)CH | Erstveröffentlichung: 11. August 2017 * siehe Regenbogen auch Teil von Regenbogen (Limited Edition) |            |

### Musikvideos
| Jahr | Titel                                      | Regie                               |
| ---- | ------------------------------------------ | ----------------------------------- |
| 2013 | Jeans, T-Shirt und Freiheit                | Andreas Richter                     |
| 2013 | Du bist meine Insel                        | Andreas Richter                     |
| 2014 | Volltreffer ins Herz                       | Andreas Richter                     |
| 2014 | Ich versprech dir nichts und geb dir alles |                                     |
| 2015 | Der Zaubertrank ist leer                   |                                     |
| 2015 | Wolke 7                                    | Oliver Sommer                       |
| 2015 | Wachgeküsst                                | Stefan Nagel, Stephan Wagner        |
| 2015 | In all deinen Farben                       |                                     |
| 2016 | Ich sterb für dich                         | Oliver Sommer                       |
| 2016 | Meilenweit                                 | Oliver Sommer                       |
| 2016 | Ohne dich                                  |                                     |
| 2017 | Und wenn ich träum                         | Oliver Sommer                       |
| 2017 | Nie wieder                                 |                                     |
| 2017 | Regenbogen (Piano Version)                 |                                     |
| 2018 | Wir 2 immer 1                              | Ruben Kempter, Jan Wittekindt       |
| 2019 | Beste Version                              | Katja Kuhl                          |
| 2019 | Venedig (Love Is in the Air)               |                                     |
| 2019 | Ja Nein Vielleicht                         | Marvin Ströter                      |
| 2019 | Hast du jemals                             | Mikis Fontagnier                    |
| 2020 | Maisterwerk                                | Florian Kaiser                      |
| 2020 | Forever (Silverjam Single Mix)             | Johannes Heine, Maksymilian Somogyi |
| 2020 | Der Himmel reißt auf                       | Mikis Fontagnier                    |
| 2020 | Highlight (No puedo estar sin ti)          | Mikis Fontagnier                    |
| 2020 | Sommerwind                                 | Mikis Fontagnier                    |
| 2020 | Mitternacht                                | Mikis Fontagnier                    |
| 2020 | Zuhause (Christmas Time)                   | Mikis Fontagnier                    |
| 2021 | Leichter                                   | Mikis Fontagnier                    |
| 2021 | Ruf nicht mehr an                          | Mikis Fontagnier                    |
| 2021 | Landebahn                                  | Mikis Fontagnier                    |
| 2021 | Ram pam pam (Remix)                        | Daniel Duran                        |
| 2021 | Happy End                                  | Mikis Fontagnier                    |
| 2021 | Als ob du mich liebst                      | Mikis Fontagnier                    |
| 2022 | Melatonin                                  | Mikis Fontagnier, Jan Mroczkowski   |
| 2022 | Schwarze Herzen                            | Mikis Fontagnier                    |
| 2022 | No Hard Feelings                           | Mikis Fontagnier                    |
| 2022 | Unendlich                                  | Mikis Fontagnier                    |
| 2022 | Aus & vorbei                               | Mikis Fontagnier                    |
| 2023 | Uns gehört die Welt                        | Mikis Fontagnier                    |
| 2023 | Selfie von heut Nacht                      | Mikis Fontagnier                    |
| 2023 | Igel                                       |                                     |
| 2024 | Nicht von dieser Erde                      | Mikis Fontagnier                    |
| 2024 | Pink                                       | Mikis Fontagnier                    |
| 2024 | Himbeerrot (One Kiss)                      | Sandra Ludewig                      |
| 2024 | Schneemann                                 | Arne Hemmer                         |
| 2025 | Sorry Sorry                                | Kalle Hildinger                     |

## Hörbücher
| Jahr | Titel Musiklabel                   | Anmerkungen                             | Frontcover |
| ---- | ---------------------------------- | --------------------------------------- | ---------- |
| 2022 | I Do It Mai Way Saga Egmont (Saga) | Erstveröffentlichung: 15. Dezember 2022 |            |

## Promoveröffentlichungen
| Jahr | Titel Album                            | Anmerkungen                                                                           | Frontcover |
| ---- | -------------------------------------- | ------------------------------------------------------------------------------------- | ---------- |
| 2015 | Mein Herz schlägt Schlager Wachgeküsst | Erstveröffentlichung: 27. Februar 2015                                                |            |
| 2015 | Sommerliebe Wachgeküsst                | Erstveröffentlichung: 19. Juni 2015                                                   |            |
| 2016 | Ich hör auf mein Herz Für Dich         | Erstveröffentlichung: 8. April 2016                                                   |            |
| 2016 | Für dich (Jeo Remix) Für Dich nochmal  | Erstveröffentlichung: 19. September 2016 Original: Yvonne Catterfeld                  |            |
| 2017 | Wo bist du Regenbogen (Gold Edition)   | Erstveröffentlichung: 22. Dezember 2017                                               |            |
| 2018 | 1.000 Lieder Regenbogen (Gold Edition) | Erstveröffentlichung: 5. Januar 2018                                                  |            |
| 2018 | Mein Sommer Schlager                   | Erstveröffentlichung: 18. Mai 2018                                                    |            |
| 2018 | Love Song Schlager                     | Erstveröffentlichung: 1. Juni 2018                                                    |            |
| 2020 | Auf anderen Wegen Mai Tai              | Erstveröffentlichung: 10. Juli 2020 Amazon Music Exclusive; Original: Andreas Bourani |            |

## Sonderveröffentlichungen

### Alben
| Jahr | Titel Musiklabel                         | Anmerkungen                                                                      | Frontcover |
| ---- | ---------------------------------------- | -------------------------------------------------------------------------------- | ---------- |
| 2017 | Für Dich – Akustik Best Of Ariola (Sony) | Erstveröffentlichung: 18. Juli 2017 nur über den Einzelhändler Tchibo vertrieben |            |
| 2018 | Schlager – Hit-Edition Ariola (Sony)     | Erstveröffentlichung: 3. August 2018 Teil von Schlager (shop24direct Edition)    |            |

| Jahr | Titel Musiklabel      | Anmerkungen                                                     | Frontcover |
| ---- | --------------------- | --------------------------------------------------------------- | ---------- |
| 2018 | Megamix Ariola (Sony) | Erstveröffentlichung: 3. August 2018 Teil von Schlager (Boxset) |            |

### Lieder
| Jahr | Titel Album                         | Anmerkungen                                                             |
| ---- | ----------------------------------- | ----------------------------------------------------------------------- |
| 2020 | Der Himmel reißt auf Frei           | Erstveröffentlichung: 17. Juli 2020 Joel Brandenstein & Vanessa Mai     |
| 2022 | Als ob du mich liebst Emotions      | Erstveröffentlichung: 14. April 2022 Vanessa Mai & Mike Singer          |
| 2022 | Unendlich Ich würd’s wieder tun     | Erstveröffentlichung: 29. Juli 2022 Andrea Berg feat. Vanessa Mai       |
| 2023 | Igel Nummer eins                    | Erstveröffentlichung: 29. Dezember 2023 Ikke Hüftgold feat. Vanessa Mai |
| 2024 | Sommer Die tollesten Tage mit Dikka | Erstveröffentlichung: 17. Mai 2024 Dikka feat. Vanessa Mai              |

| Jahr | Titel Album                                  | Anmerkungen                                                   |
| ---- | -------------------------------------------- | ------------------------------------------------------------- |
| 2018 | Everlasting Love Gottschalks große 68er Hits | Erstveröffentlichung: 5. Oktober 2018 Original: Robert Knight |
| 2019 | Ich seh’ den Engel in Dir Dein Song 2019     | Erstveröffentlichung: 15. März 2019 mit Raphaela Gouromichou  |

| Jahr | Titel Soundtrack                        | Anmerkungen                                                                     |
| ---- | --------------------------------------- | ------------------------------------------------------------------------------- |
| 2020 | Spiegel, Spiegel Nur mit Dir zusammen   | Erstveröffentlichung: 25. Januar 2020 mit Axel Prahl                            |
| 2020 | Fort von hier Die bunte Seite des Monds | Erstveröffentlichung: 23. Oktober 2020 Original: Cathy Ang – Rocket to the Moon |

### Videoalben
| Jahr | Titel Musiklabel               | Anmerkungen | Frontcover |
| ---- | ------------------------------ | --- | ---------- |
| 2016 | Für Dich nochmal Ariola (Sony) | Erstveröffentlichung: 21. Oktober 2016 erweiterte Fassung mit Bonus-DVD; Verkäufe werden Für Dich hinzuaddiert |            |

## Statistik

### Chartauswertung
|                     | DE     | AT     | CH     |
| ------------------- | ------ | ------ | ------ |
| Nummer-eins-Alben   | DE2DE  | AT—AT  | CH—CH  |
| Top-10-Alben        | DE9DE  | AT8AT  | CH4CH  |
| Alben in den Charts | DE10DE | AT10AT | CH10CH |

|                       | DE    | AT    | CH    |
| --------------------- | ----- | ----- | ----- |
| Nummer-eins-Singles   | DE—DE | AT—AT | CH—CH |
| Top-10-Singles        | DE—DE | AT—AT | CH—CH |
| Singles in den Charts | DE6DE | AT3AT | CH2CH |

|                          | DE    | AT    | CH    |
| ------------------------ | ----- | ----- | ----- |
| Nummer-eins-Videoalben   | DE—DE | AT—AT | CH—CH |
| Top-10-Videoalben        | DE—DE | AT3AT | CH3CH |
| Videoalben in den Charts | DE—DE | AT3AT | CH3CH |

### Auszeichnungen für Musikverkäufe
Anmerkung: Auszeichnungen in Ländern aus den Charttabellen bzw. Chartboxen sind in ebendiesen zu finden.
| Land/RegionAuszeichnungen für Musikverkäufe (Land/Region, Auszeichnungen, Verkäufe, Quellen) | Gold     | Platin  | Verkäufe | Quellen           |
| -------------------------------------------------------------------------------------------- | -------- | ------- | -------- | ----------------- |
| Deutschland (BVMI)                                                                           | 5× Gold5 | Platin1 | 800.000  | musikindustrie.de |
| Österreich (IFPI)                                                                            | 2× Gold2 | —       | 15.000   | ifpi.at: #1 #2    |
| Insgesamt                                                                                    | 7× Gold7 | Platin1 |          |                   |